# فدوا (حومة بم)
فدوا (بالفارسية: فدوا) هي قرية تقع في إيران في منطقة مركزية ريفية. يقدر عدد سكانها بـ 88 نسمة بحسب إحصاء 2016.